# Dentobunus luteus
Dentobunus luteus is een hooiwagen uit de familie Sclerosomatidae.